# Gare de Paddington
 (août 2023).
Si vous disposez d'ouvrages ou d'articles de référence ou si vous connaissez des sites web de qualité traitant du thème abordé ici, merci de compléter l'article en donnant les références utiles à sa vérifiabilité et en les liant à la section « Notes et références ».
Pour les articles homonymes, voir Paddington (homonymie).
La gare de Paddington, ou London Paddington, est le nom d'une des principales gares du réseau ferroviaire britannique située dans le quartier de Paddington à Londres (Royaume-Uni).

## Histoire
La première gare ouverte dans le secteur de Paddington fut un terminus provisoire de la compagnie Great Western Railway sur le côté ouest de rue Bishop's Bridge. Les premières liaisons de la GWR, reliant Londres à Taplow, près de Maidenhead, y commencèrent en 1838. Après l'ouverture de la gare principale en 1854, ce site fut affecté au trafic des marchandises. Après de nombreuses années d'abandon, c'est devenu une zone à vocation mixte, résidentiel et d'affaires, appelé « Paddington Central ».
La gare principale de Paddington, située entre les rues Bishops Bridge et Praed Street fut mise en service en 1854. Elle a été dessinée par Isambard Kingdom Brunel, dont une statue rappelle le souvenir dans le hall des pas perdus, mais beaucoup de détails architecturaux sont dus à son associé, Matthew Digby Wyatt. Le toit, muni de verrières, est soutenu par des arches en fer forgé en trois volées, dont la portée est respectivement de 20,7 m, 31,2 m et 21,30 m et longues de 213 m.
Une très ancienne construction due à Brunel a été récemment découverte, immédiatement au nord de la gare : la structure en fonte du pont soutenant la rue Bishop's Bridge au-dessus des voies ferrées a été mise au jour, après l'enlèvement de l'habillage de brique, plus récent, à l'occasion du remplacement complet du pont fin 2004.
L'hôtel Great Western fut construit devant la gare en 1868–74 par  P.C Hardwick. La gare a été substantiellement agrandie en 1906–15.

## Service des voyageurs

### Desserte
(novembre 2022).
Le contenu est difficilement compréhensible vu les erreurs de traduction, qui sont peut-être dues à l'utilisation d'un logiciel de traduction automatique.
La gare grandes lignes est le terminus londonien des trains desservant l'ouest du pays (Swindon, Bristol, Bath, Gloucester, Cheltenham, Worcester et Hereford) ; le sud-ouest de l'Angleterre (Taunton, Exeter, Torquay, Plymouth, Truro et Penzance) ; le sud du pays de Galles (Newport, Cardiff, Bridgend et Swansea), et de certaines lignes de banlieue de l'ouest londonien, le tout exploité par la compagnie First Great Western. Le Heathrow Express qui dessert l'aéroport de Heathrow part aussi de cette gare. C'est l'une des dix-sept gares gérées par Network Rail, elle se trouve en zone 1 de la tarification urbaine (Travelcard).
Vers Irlande : un calendrier intégré est offert entre Paddington et Rosslare Europort en Irlande via le ferry Stena Line depuis la gare de Fishguard Harbour avec une billetterie vers des stations en Irlande, et un service quotidien du matin et du soir dans les deux sens, en changeant à Newport, à Cardiff ou à Swansea. Cette route existe depuis 1906.

### Intermodalité
Plusieurs stations de métro baptisées elles aussi Paddington font aussi partie de cette gare. Elles se trouvent sur la ligne Hammersmith & City, en surface au nord de la gare et en parallèle avec elle ; sur les lignes District et Circle en tranchée devant la gare et perpendiculairement à elle ; et sur la ligne Bakerloo dans des galeries profondément enterrées sous la gare.

## Dans la culture populaire
L'ours Paddington, personnage de livres pour enfants, doit son nom à cette gare ; il a d'ailleurs sa statue-tirelire (pour l'enfance malheureuse) dans le hall, et une petite boutique du quartier est pleine d'objets s'y rapportant. Dans le livre, il est trouvé dans la gare à Londres, venant du très lointain Pérou, avec un billet attaché à son manteau et libellé ainsi : « Prenez soin de cet ours, merci. »

Une partie du toit de cette gare apparaît sur une monnaie de deux livres en 2006.

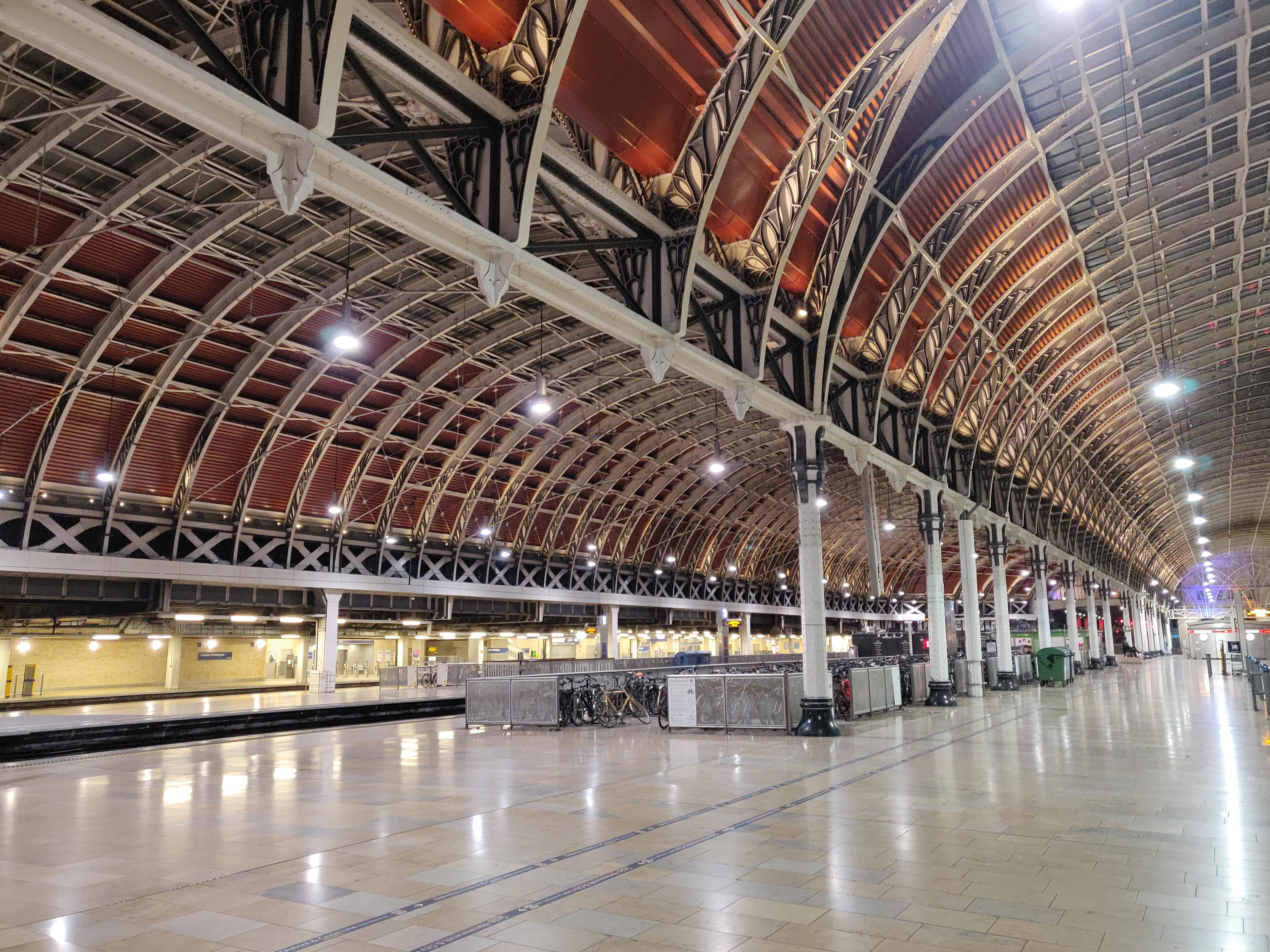
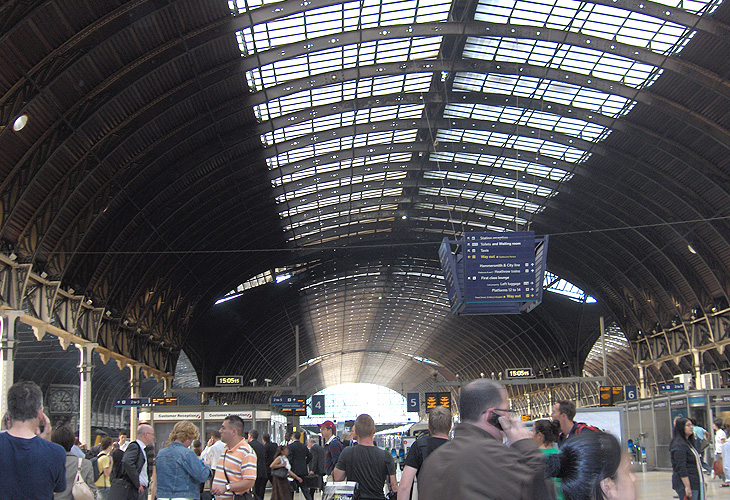
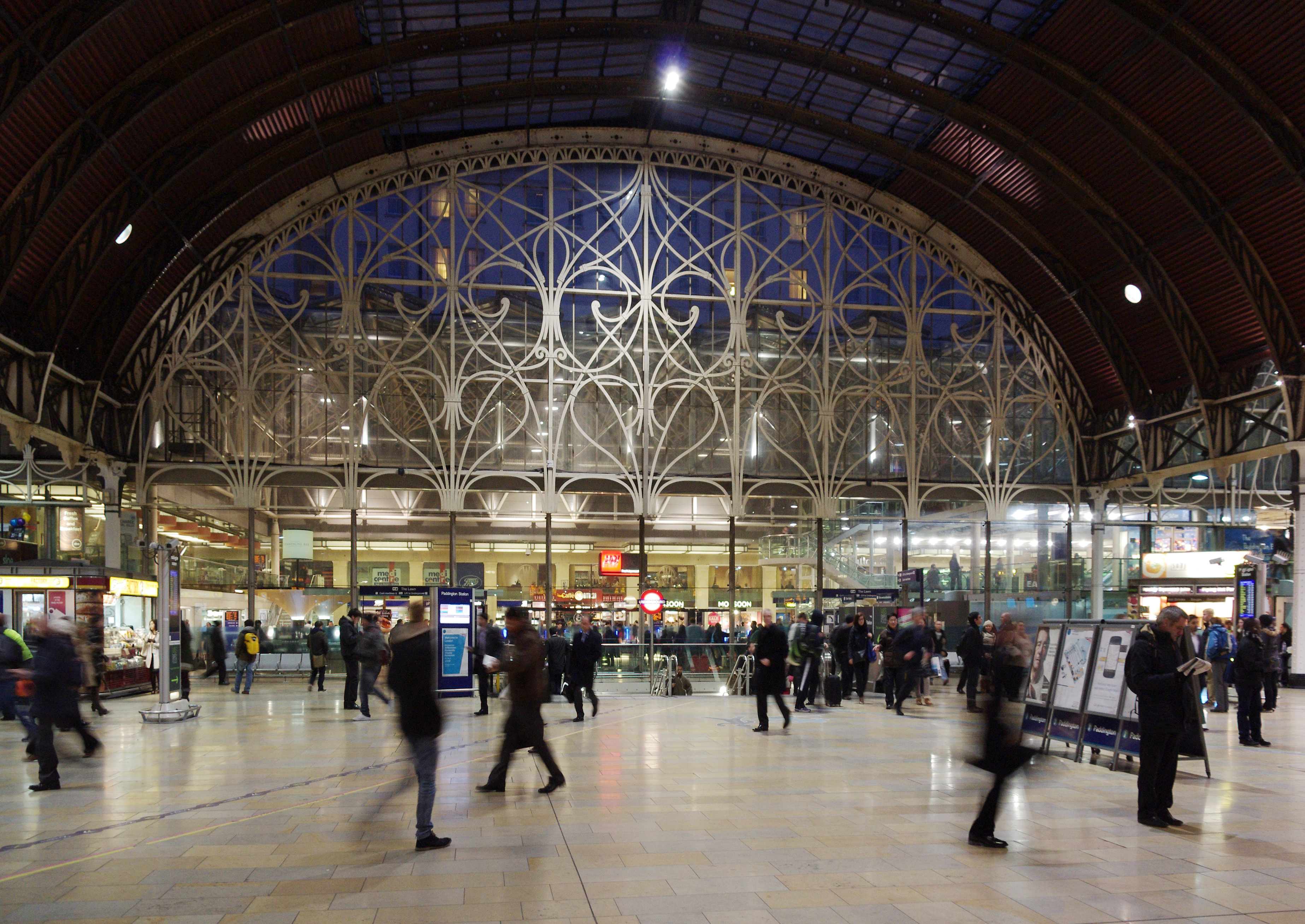
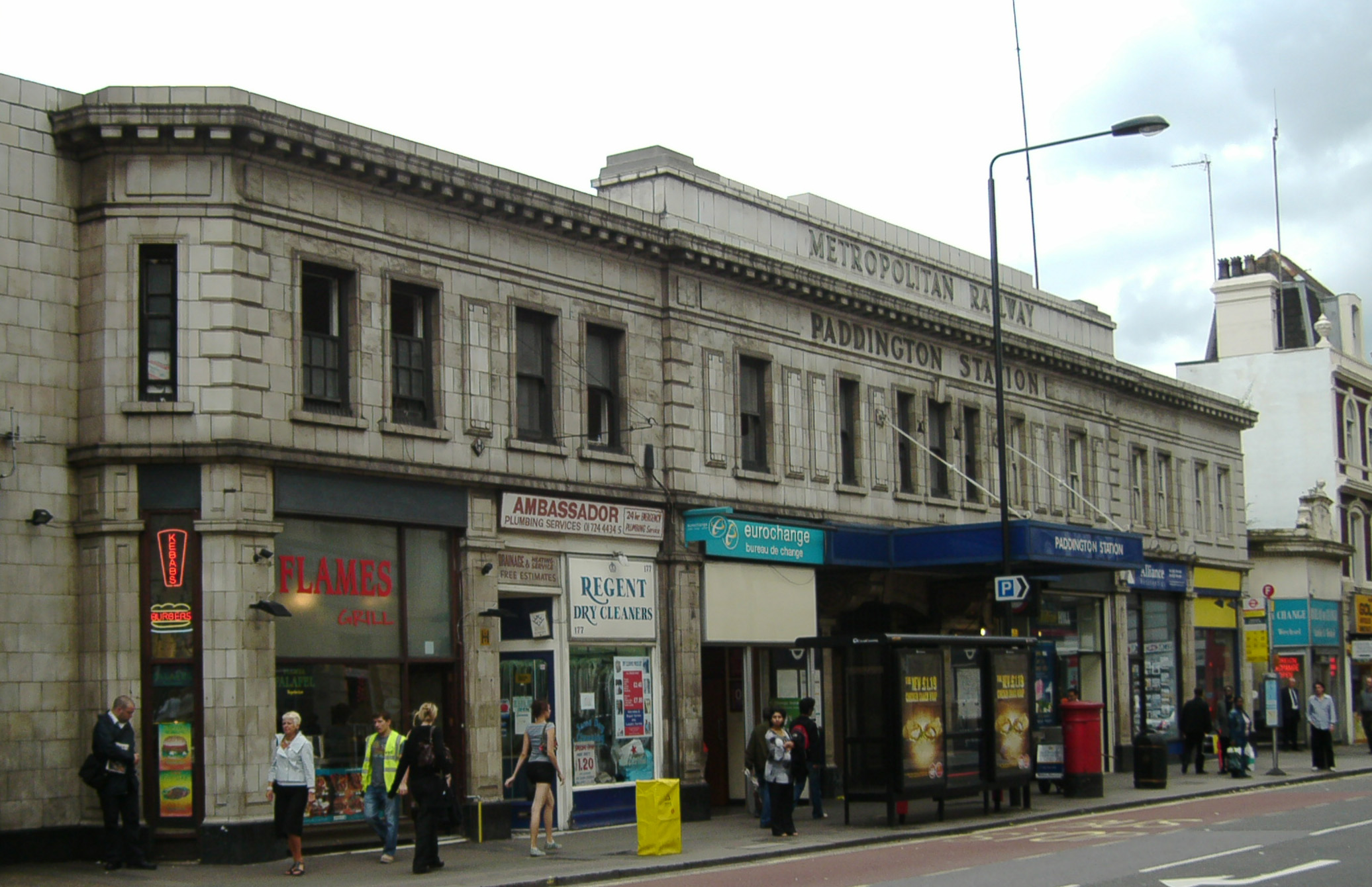
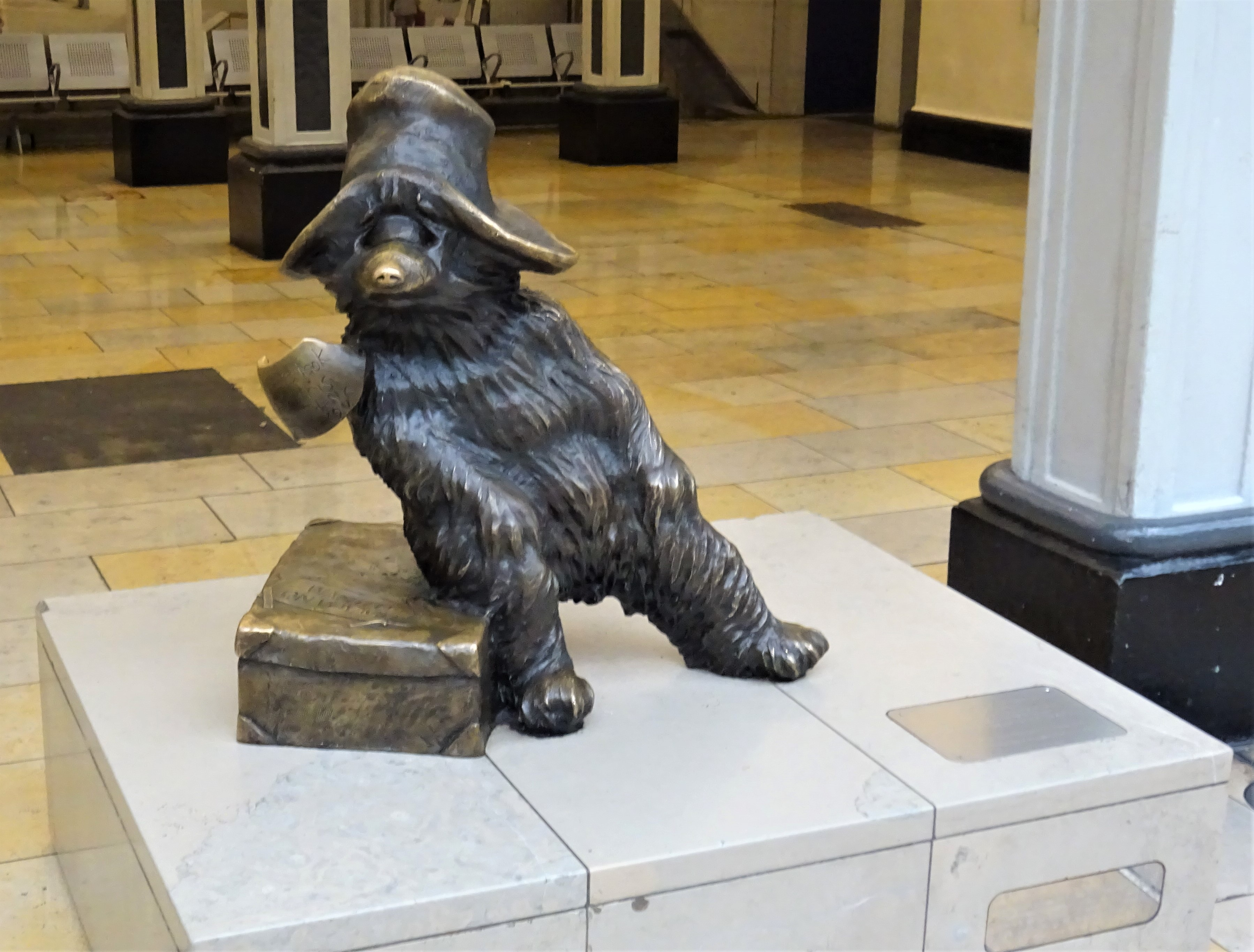

## Projet
Il est envisagé que la ligne 1 de Crossrail (sorte de RER) desserve la gare de Paddington.